# Sphaerostephanos decadens
Sphaerostephanos decadens är en kärrbräkenväxtart som först beskrevs av Bak., och fick sitt nu gällande namn av Holtt. Sphaerostephanos decadens ingår i släktet Sphaerostephanos och familjen Thelypteridaceae. Inga underarter finns listade.